# Colibri à petit bec
Ramphomicron microrhynchum
Espèce
Statut de conservation UICN

 LC  : Préoccupation mineure
Statut CITES
Le Colibri à petit bec (Ramphomicron microrhynchum) est une espèce de colibris de la sous-famille des Lesbiinae et de la tribu des Lesbiini.

## Distribution
Le Colibri à petit bec est présent au Venezuela, en Colombie, en Équateur et au Pérou.

Carte de répartition de l'espèce

## Référence
(en) « Neotropical Birds Online », Cornell Lab of Ornithology, 30 septembre 2011